# شکوفایی جلبکی

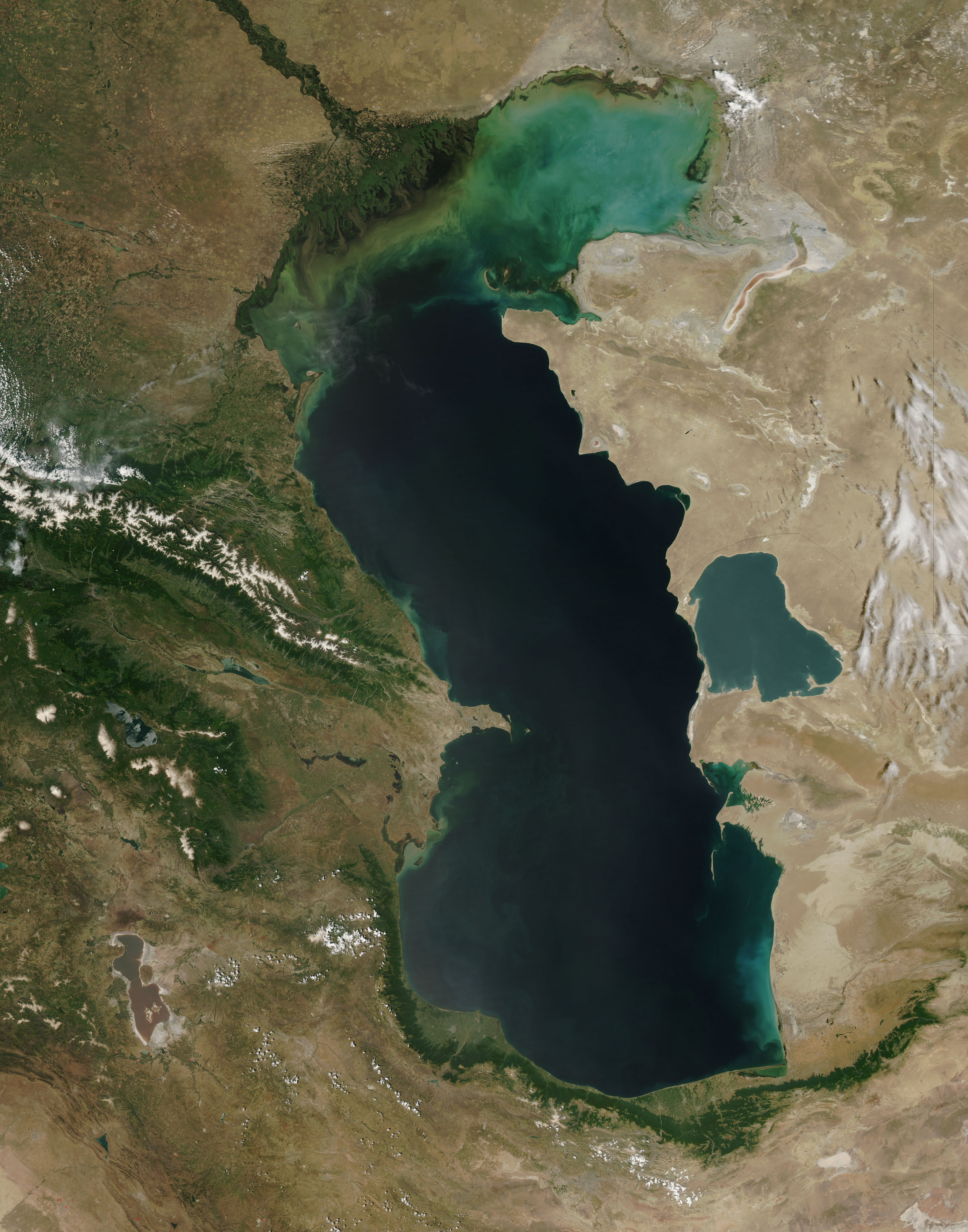
شکوفایی جلبکی در دریای مازندران

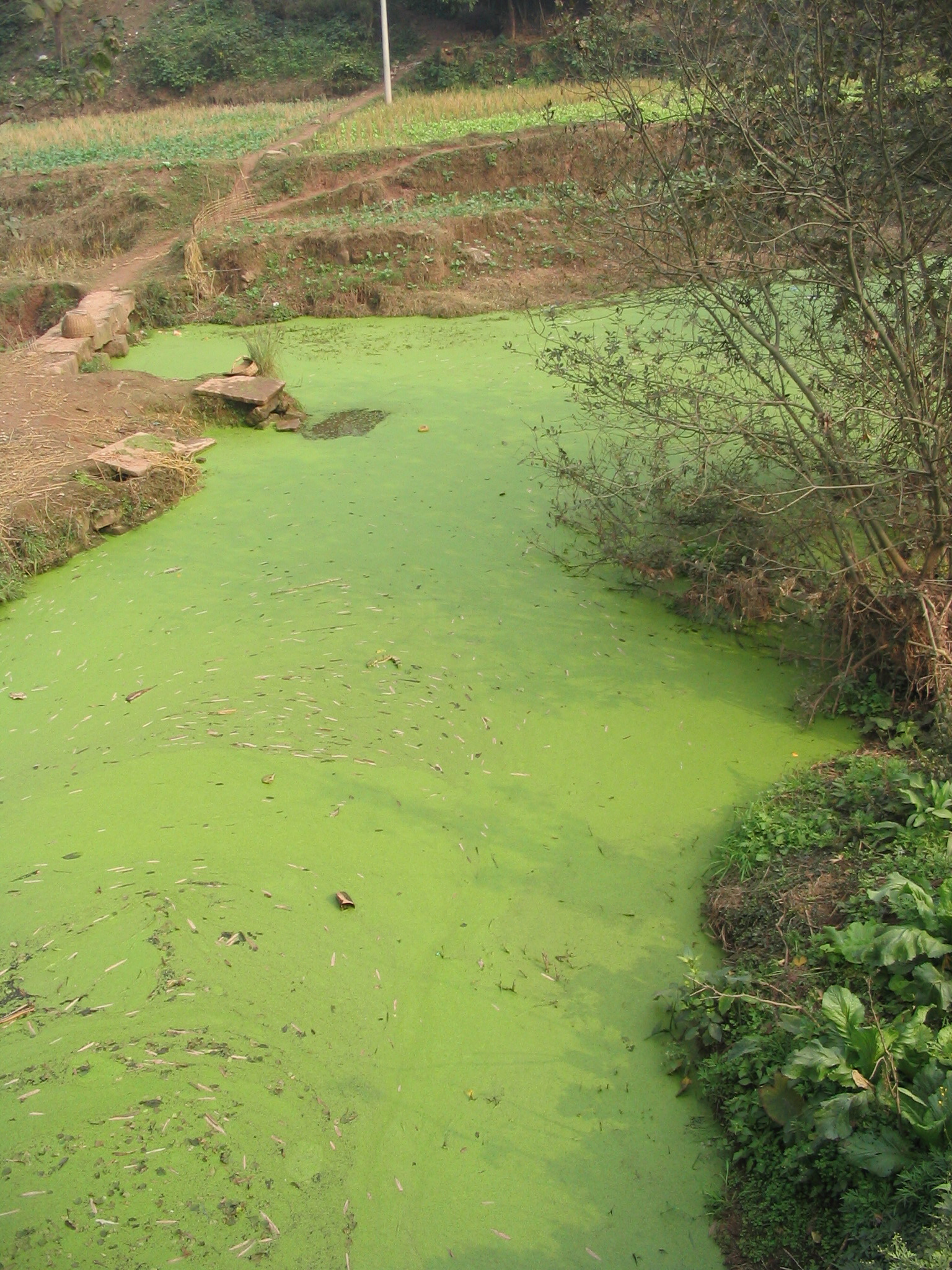
سطح رودخانه‌ای در استان سیچوآن چین. شکوفایی جلبکی می‌تواند برای اکوسیستم و جامعه انسانی زیانبار باشد.

شکوفایی جلبکی به معنی رشد آنی یا انباشت در تعداد جلبک‌ها در یک سیستم زیست‌آبی است. شکوفایی جلبکی منحصر به محیط‌های دریایی نیست و ممکن است در آب‌های شیرین نیز رخ دهد. به طور معمول تنها یک یا تعداد اندکی از گونه‌های فیتوپلانکتون درگیر فرایند شکوفایی جلبکی هستند. بعضی از شکوفایی‌ها ممکن است از روی تغییر رنگ آب تشخیص داده شوند که حاصل انبوهی سلول‌های رنگیزه‌دار است.
نوع مورد توجه در این فرایند، شکوفایی زیان‌بخش جلبک‌هاست که شامل ازدیاد نوع سمی یا مضر فیتوپلانکتون‌ها است. این شکوفایی‌ها اغلب قرمز یا قهوه‌ای‌فام است و با نام کشند سرخ شناخته می‌شود.